# Гетерогенизация во время гомогенизации
Наблюдается на перитектических диаграммах с сильно различающейся температурой растворения фаз, например, алюминий-хром/цирконий/скандий.
При такой перитектической диаграмме происходит затвердевание α-раствора без выделения второй фазы, поскольку скорость диффузии циркония настолько мала, что он не успевает выделиться даже из жидкости. После литья получается пересыщенный твёрдый раствор циркония в алюминии. При нагревании его до 350 °C происходит выделение мелких частиц β'-фазы Al3Zr с ГЦК решёткой и размером 20-30 нм. При этом улучшаются механические свойства.
Задача: не допустить первичного выделения из расплава Al3Zr размером 2-3 мкм, а обеспечить выделение мелкодисперсных частиц β'-фазы при последующей гомогенизации.
- при обычном литье в медную охлаждаемую изложницу предельное содержание циркония 0,2 %;
- при непрерывном литье между медными водноохлаждаемыми валками 0,6 % Zr;
- на медном диске - до 1,8 %.

В алюминии вредная примесь - железо, образующее дендритную фазу Al3Fe, по границе раздела с которой зарождаются трещины. Железо с алюминием имеет перитектическую диаграмму, как и цирконий, но скорость диффузии больше, поэтому успевает выделяться первичная фаза.
Способы борьбы:
1. снижение содержания железа - увеличивает стоимость в несколько раз;
2. повысить скорость охлаждения, чтобы повысить концентрационный порог кристаллизации твердого раствора. Нормально при 0,1 % Fe в твёрдом растворе.
3. добавить кремний - образуется глобулярная фаза AlFeSi, и трещины не зарождаются.

## Влияние на свойства
- Прочность повышается на 10-15 %.
- Пластичность и коррозионностойкость повышаются в 5-10 раз.